# O Fio da Navalha (1984)
O Fio da Navalha (em inglês:  The Razor's Edge) é um filme norte-americano de 1984, do gênero drama, dirigido por John Byrum.
É mais uma adaptação do romance homônimo de Somerset Maugham

## Elenco
- Bill Murray
- Theresa Russell
- Catherine Hicks
- Denholm Elliott
- James Keach
- Peter Vaughan
- Brian Doyle-Murray
- Stephen Davies
- Saeed Jaffrey
- Faith Brook
- André Maranne
- Bruce Boa
- Serge Feuillard
- Joris Stuyck
- Helen Horton